# 阿尔文·簡崔
阿尔文·哈里斯·簡崔（英語：Alvin Harris Gentry，1954年11月5日—），美国篮球教练，曾執教迈阿密热火、洛杉矶快艇、底特律活塞、凤凰城太阳、紐奧良鵜鶘和，也擔任過圣安东尼奥马刺、洛杉矶快艇、迈阿密热火、底特律活塞、凤凰城太阳、洛杉矶快艇、金州勇士和沙加緬度國王助理教练，金特里在麥克·狄安東尼辭職後，延續狄安東尼的跑轟戰術，是強調進攻為主總教練。執教特色是比起其他教練，簡崔更善於帶心，和球員相處融洽。

## 早期生涯
簡崔出生在北卡罗来纳州谢尔比（Shelby，North Carolina），并在这里长大，曾就读于谢尔比高中。他的表兄便是北卡罗来纳大学出品的NBA球星大卫·汤普森。
大学时期，簡崔效力于阿帕拉契州立大学登山者队，在普莱斯·马拉维奇和鲍比·克雷明斯教练手下打球。
1978年，簡崔在科罗拉多大学做了一年研究生助理。
1980年，簡崔出任贝勒大学熊队的助理教练。一年之后，金特里加入了重新加入科罗拉多大学的制服组。随后，金特里又进入了堪萨斯大学工作，帮助拉里·布朗率领堪萨斯大学松鸦鹰队夺得1988年NCAA总冠军。

## 教練時期

### 圣安东尼奥马刺
1989年簡崔随拉里·布朗加入了圣安东尼奥马刺队，并继续担任助教。同时期的马刺助教有格雷格·波波维奇，R.C.比福德，埃德·曼宁等人。

### 洛杉磯快艇
1990-91赛季，在马刺队工作了两个赛季之后，簡崔成为了洛杉矶快船队的助教。

### 邁阿密熱火
1991-92赛季，簡崔加入了迈阿密热火队，在凯文·洛克里教练手下担任助理教练。
1995年2月1日，阿尔文·簡崔得到了第一份主教练工作，金特里执教热火队的36场比赛，取得15胜21负的成绩。

### 底特律活塞
1995年，簡崔来到底特律活塞队，担任球队助教。
1997-98赛季，担任球队主帅的37场比赛中，金特里的成绩为16胜21负。

### 重返快艇總教練
1999-00赛季之前，簡崔本要回到马刺队担任球队首席助教，辅佐格雷格·波波维奇。但在回到马刺的几周之后，便收到了洛杉矶快船队的主教练聘书。
在执教快船队的前两年中，簡崔的执教战绩只有31胜51负和39胜43负。
而此时的快船队中的主力都是在联盟中普遍被看好的明日之星，如达柳斯·迈尔斯，埃尔顿·布兰德和拉玛尔·奥多姆。尽管在第三个赛季中，球队加入了实力不俗的老将安德烈·米勒，但糟糕的战绩(19胜39负)还是逼迫金特里在2003年2月离开快船主教练的位置。

### 鳳凰城太陽
2003-09年，六年时间里，簡崔一直在菲尼克斯太阳队中担任助理教练，先后辅助过迈克·德安东尼和泰瑞·波特两位主帅。
2009年2月16日太阳裁掉原主帅特里·波特，金特里被提上充当球队的临时主教练。金特里作为临时主帅一直带领太阳征战NBA，此后金特里带领太阳打出的久违的跑轰，并获得了18胜13负的战绩，但是太阳队还是未能冲进季后赛。
2009年5月10日凌晨，菲尼克斯太阳队正式扶正球队临时主帅阿尔文·簡崔，担任俱乐部主帅职位。 
2009-10赛季，太阳队在常规赛中去的54胜28负的佳绩，闯入季后赛并打到西部冠军决赛。
2009年12月2日，NBA官方公布了11月东西部最佳教练，魔术主帅斯坦·范甘迪和太阳主帅阿尔文·簡崔当选。
2010年4月2日，NBA官方公布了上月东西部最佳主教练名单，迈阿密热火主帅埃里克·斯波尔斯特拉与菲尼克斯太阳的阿尔文·簡崔分获殊荣。
2012-13赛季，在失去史蒂夫·纳什后，簡崔带领太阳队的41场比赛中仅取得13场胜利，排名西部倒数第一。
2013年1月19日 ，簡崔和太阳队和平分手，不再担任球队主教练一职 ，他带队的总战绩是158胜144负。

### 兩度快艇助理教練
2013年7月9日，簡崔回到洛杉矶快船队担任助教，辅佐新主帅道格·里弗斯，这是他第三次回到快船担任教练工作。快船场均轰下107.9分高居联盟第一。

### 金州勇士
2014-15赛季，簡崔加入金州勇士队的教练组，担任史蒂夫·科尔的首席助教。并帮助球队时隔40年后重夺总冠军。

### 紐奧良鵜鶘
勇士首席助教簡崔（Alvin Gentry）已經與鵜鶘達成4年價值1370萬美元的協定最后一年是球队选项，總決賽結束之後正式擔任鵜鶘的新主帥，4月24日讯 根据NBA记者阿德里安·沃纳罗斯基报道，多位消息人士透露，在鹈鹕横扫开拓者的首轮系列赛前，鹈鹕总经理戴尔-登普斯已告知主帅阿尔文-金特里这一决定，球队将会执行他合同的2018-19赛季球队选项，金特里下赛季的薪水为400万美元。联盟消息人士透露，鹈鹕也已经执行了助教团队所有人的合同选项。现年63岁的金特里在2015-16赛季成为了鹈鹕主帅，他与鹈鹕签下了一份为期4年的合同，最后一年是球队选项。在2015-17两个赛季，金特里执教鹈鹕取得了64胜100负的战绩。本赛季他率领球队取得了48胜34负的常规赛战绩，排名西部第6，并在首轮4-0横扫开拓者，晋级西部季后赛半决赛。
6月7日，据著名NBA记者阿德里安·沃纳罗斯基报道，消息人士透露，鹈鹕主帅阿尔文-金特里已经与球队达成协议，双方将续约两年，至2020-21赛季。2月1日鹈鹕今天主场迎战灰熊，最终以139-111大胜对手。此役获胜后，鹈鹕主帅金特里也迎来了他执教生涯的第500场胜利。
2020年8月15日，在2019-20賽季重新開始之後，在NBA泡沫中令人失望的表現之後，鵜鶘隊解僱總教練簡崔，五個賽季他的執教成績為175勝225敗，新奧爾良經常受到傷病困擾，在那段時間裡使用了140個首發陣容，比聯盟中最接近的球隊多11個，在鵜鶘隊的比賽中僅次於拜倫·斯科特（Byron Scott），成為球隊歷史上第二勝的球員，他是季后賽戰績最高的唯一教練5勝4敗。

### 沙加緬度國王
2020-21赛季，簡崔將加入沙加緬度國王队的教练组，担任曾在勇士共事過卢克·沃頓的首席助教，11月21日，阿尔文·簡崔被任命为萨克拉门托国王队的临时主教练。根據Espn記者阿德里安·沃纳罗斯基的消息指出，沙加緬度國王隊確定與代理總教練Alvin Gentry分道揚鑣，並開始著手尋找新任總教練。

## 主教练战绩
| 队伍 | 赛季    | 常规赛 | 常规赛 | 常规赛 | 常规赛 | 常规赛 | 季后赛 | 季后赛 | 季后赛 | 季后赛 | 季后赛       |
| 队伍 | 赛季    | 比赛   | 胜     | 负     | 胜率   | 排名   | 比赛   | 胜     | 负     | 胜率   | 结果         |
| ---- | ------- | ------ | ------ | ------ | ------ | ------ | ------ | ------ | ------ | ------ | ------------ |
| MIA  | 1994-95 | 36     | 15     | 21     | .417   | 4      | -      | -      | -      | .---   | 未進入       |
| DET  | 1997-98 | 37     | 16     | 21     | .432   | 6      | -      | -      | -      | .      | 未進入       |
| DET  | 1998-99 | 50     | 29     | 21     | .580   | 3      | 5      | 2      | 3      | .400   | 第一輪失利   |
| DET  | 1999-00 | 58     | 28     | 30     | .483   |        | -      | -      | -      | .      | 被開除       |
| LAC  | 2000-01 | 82     | 31     | 51     | .378   | 6      | -      | -      | -      | .---   | 未進入       |
| LAC  | 2001-02 | 82     | 39     | 43     | .476   | 5      | -      | -      | -      | .---   | 未進入       |
| LAC  | 2002-03 | 58     | 19     | 39     | .328   |        | -      | -      | -      | .---   | 被開除       |
| PHX  | 2008-09 | 31     | 18     | 13     | .581   | 2      | -      | -      | -      | .---   | 未進入       |
| PHX  | 2009-10 | 82     | 54     | 28     | .659   | 2      | 16     | 10     | 6      | .625   | 西區決賽失利 |
| PHX  | 2010-11 | 82     | 40     | 42     | .488   | 2      | -      | -      | -      | .---   | 未進入       |
| PHX  | 2011-12 | 66     | 33     | 33     | .500   | 3      | -      | -      | -      | .---   | 未進入       |
| PHX  | 2010-11 | 41     | 13     | 28     | .317   |        | -      | -      | -      | .---   | 被開除       |
| NOP  | 2015-16 | 82     | 30     | 52     | .366   | 5      | -      | -      | -      | .---   | 未進入       |
| NOP  | 2016-17 | 82     | 34     | 48     | .415   |        | -      | -      | -      | .---   | 未進入       |
| NOP  | 2017-18 | 82     | 48     | 34     | .585   | 2      | 5      | 1      | 4      | .200   | 第二輪失利   |
| NOP  | 2018-19 | 82     | 33     | 49     | .402   | 4      | -      | -      | -      | .---   | 未進入       |
| NOP  | 2019-20 | 72     | 30     | 42     | .417   | 5      | -      | -      | -      | .---   | 未進入       |
| SAC  | 2021-22 | 65     | 24     | 41     | .369   |        | -      | -      | -      | .---   | 未進入       |
| 总计 | 总计    | 1171   | 535    | 636    | .457   |        | 30     | 17     | 13     | .567   |              |